# Roger Motte
Roger Motte est un militaire français, compagnon de la Libération, né le 15 août 1912 à Neuilly-sur-Seine et mort 26 octobre 1962 à Bernay-en-Brie, actuelle commune de Bernay-Vilbert.

## Biographie
En 1938, il est sous-lieutenant après sa formation au sein du centre des officiers de réserve. Pendant la Seconde Guerre mondiale, il combat comme chasseur dans les forces aériennes françaises libres.
Il est nommé chef d'état-major à l'Inspection générale de l'Armée de l'Air en 1954, puis chef du Service d'action psychologique et d'information au secrétariat d'État à l'Air en 1956. Il passe ensuite conseiller des études au Collège de l'OTAN, puis commandant des Forces aériennes françaises de Bizerte et général de brigade aérienne en 1960. Il est nommé adjoint au général commandant en chef en Afrique centrale en 1961.
Il est mort le 26 octobre 1962 en service commandé aérien au-dessus de Bernay-en-Brie. Ses obsèques sont effectuées dans la Cathédrale Saint-Louis-des-Invalides.

## Distinctions
Roger Motte est titulaire de plusieurs citations:  
- Grand officier de la Légion d'honneur,
- Croix de la Valeur militaire,
- Médaille de la Résistance,
- Croix de guerre des Théâtres d'opérations extérieurs,
- Compagnon de la Libération,
- Croix de guerre 1939-1945,
- Médaille des Évadés.

## Vie privée
Roger Motte était père de 4 enfants : Evelyne, Claudette, Daniel et Bernard.